# A bolondok grófja
A bolondok grófja Jókai Mór színdarabja alapján 1974-ben bemutatott zenés tévéjáték, vígjáték. A vidéki kastély teljes személyzete bolondnak mutatja magát, hogy ezáltal segítsenek fiatal úrnőjükön, a gyerekkori trauma miatt beszéd helyett csak dalolni képes Iringa grófnőn, akit gyámja ki akar semmizni örökségéből.
A tévéjáték alapjául szolgáló azonos című művet az 1887. évben, közvetlenül szilveszter előtt mutatták be a budapesti Népszínházban. A korabeli népszínművekre emlékeztető darab műfaja Jókai megnevezése szerint „énekes bohóság“.

## Cselekmény
1887, valahol a Kárpátok környékén új tulajdonos érkezik egy kastélyba. A fiatal Koromfi Sándor egy bankár fia, akit apja a nyugalomba vonulásakor egy nagyobb összegben részesített, de neki nem a pénzen vett báróság vagy képviselőség, hanem egy kis birtok volt a vágya, ahol nyugodtan gazdálkodhat. Kívánsága teljesült, a vártnál jóval alacsonyabb vételáron juthatott hozzá egy jól jövedelmező gazdasághoz és a hozzá tartozó kastélyhoz, melynek gróf tulajdonosa nem sokkal korábban meghalt. A szerződés apró betűs részét viszont nem olvasta el elég alaposan, mert tartalmazott néhány nagyon különös záradékot.
A kastélyba megérkezvén azonnal megtapasztalja a furcsa jelenségeket. Gerő, a kulcsár katonásdit játszik, jobbra át, balra át módon masírozik és kommunikál. Jenő, a vadász egy önérzetes úriember, ami nem is csoda, hiszen ő a mingréliai herceg. Benő, a kocsis állandóan zokog, a 12 éve általa megölt bátyját siratja. Pető, a lakáj állandóan kacag, de ezzel egyáltalán nincs tisztában.
Úgy tűnik, Balkon Mihály, a birtok irányítója az egyetlen normális ember. Svájcban képzett, kiváló gazdász, aki kínosan ügyel a birtok jövedelmezőségére. Miután Koromfi megkérdezi tőle, hogy mégis mi folyik itt, elárulja az igazságot. Az öreg, emberbarát gróf szerencsétlen bolondokat vett maga mellé a birtokra és azokkal emberségesen bánt.
A szerződés záradékában szerepel is egy kitétel, hogy ezeket az embereket nem szabad elküldeni. További záradék, hogy a gróf szintén bolond lányának is menedéket kell a kastélyban nyújtani. Javasolja, ha nem akar ezen a helyen ő is megbolondulni, mint az előző tucatnyi vevő, minél előbb meneküljön el, a birtok a távollétében is jövedelmezően fog működni.
Ezzel még nincs vége, a normálisnak tűnő Balkonról kiderül, hogy még a többinél is bolondabb. Egy régi bányabaleset után megzavarodott, az a mániája, hogy a bányában beszívott sújtólég megváltoztatta a tüdőműködését, azóta hidrogént lélegez ki, ezért tűzveszélyes.
Koromfi nem tudja mit tegyen, hagyja itt a birtokot, vagy ő is szedjen rá valakit és adja el neki, végül úgy dönt, hogy marad, majd ő rendet tesz a bolondok között. A vacsorát felszolgáló Márta elmeséli Iringa grófnő történetét, aki nyolcéves korában benyitott mostohaanyja hálószobájába, amikor épp a szeretőjével volt. Mostohaanyja rárivallt, egy szót se, vagy megöllek. Iringa azóta nem beszél, csak dalban tud érintkezni másokkal. Koromfinak viszont nem lesz sok gondja vele, mert hamarosan jönnek a lila ruhás apácák és zárdába viszik.
Koromfi véletlenül kilesi a szobájából lejövő, daloló Iringát és azonnal szerelmes lesz belé. Azt is észreveszi, hogy a bolond személyzet teljesen épeszűen könyörög neki, hogy ne menjen zárdába, maradjon közöttük. Ezután már látja, hogy a bolondjai a bolondját járatják vele, nekifog a kigyógyításuknak, kiugrasztja a nyulat a bokorból. A masírozó Gerőt egy új rendeletre hivatkozva katonának küldi, Jenőnek is mennie kell vadászi állásából, mert mint mingréliai herceg jelölve van a bolgár trónra. Benőnek adót és 12 évnyi kamatot kell fizetnie a megölt testvére öröksége után, Pető kacagása elmúlik, ha a bort vízre cseréli. Balkonnak felajánlja, hogy megveszi az általa kilélegzett hidrogént gázvilágítás céljára. 
Kiderül, hogy Gerő egyáltalán nem szeretne katonának állni, Jenő sem akar bolgár cár lenni, Benőnek sosem volt testvére, Pető csak a bortól kacag, Balkon még jelentős összeg fejében sem képes hidrogént produkálni. Koromfi ezzel győzött, Balkon beismeri, hogy mindez csak színjáték volt, Iringa érdekében tették, hogy a kastélyba ne költözzön új gazda. Iringa viszont velük ellentétben valóban sérült lelkileg.
A lila ruhás apácák és szigorú fönökasszonyuk megérkeznek Iringáért, hogy a szegény, beteg lányt elvigyék erről a köztudottan bolondokkal teli helyről, ám ehhez az ő beleegyezése is szükséges. Ha sikerül a zárdába vinni még a nagykorúsága előtt, akkor a birtok vételára nem az övé, hanem gyámjáé, az örökségre pályázó, saját vagyonát már rég elherdált nagybátyjáé, a nem túl tiszteletreméltó életmódot folytató Waldemár grófé és a zárdáé lesz. Iringa egy gúnydalban elénekli Waldemár viselt dolgait, valamint hogy nem akar a zárdába vonulni, a most teljesen normálisnak mutatkozó bolondok még meg is táncoltatják az apácákat. A lila ruhás nénikék főnökasszonya fertőt, bűntanyát, Szodomát és Gomorát emlegetve felháborodottan távozik.
Koromfi maradásának már csak egy akadálya van, Kalezánczia, a nagyvilági, bőbeszédű, lehengerlő stílusú, kissé excentrikus bárónő, akinek Koromfi egy meggondolatlan pillanatában házasságot ígért és aki hamarosan a kastélyba érkezik. Úgy kell őt eltávolítani, hogy Koromfi házassági ígérete ne szegődjön meg, a bárónő mondja ki a jegyesség felbontását. A bolondok próbálkoznak is, de mindenen csak mosolyog, hogy milyen eredeti ötlet és milyen eredeti figurák, de ez semmi, az ő családjában ennél sokkal furcsább dolgok is megtörténtek.
Durvább módszer kell a megrémítésére és eltávolítására. Balkon ekkor azt találja ki, hogy Iringa azért nem tud beszélni, mert édesapja halálakor elveszítette a lelkét. Egy új módszerrel, a léleklepárlással a lelket át lehet vinni egyik emberről a másikra. Ehhez csak egy csövekből, hordóból, tölcsérből álló furcsa berendezés kell, amit a többiek kint gyorsan össze is tákolnak. A lelkét felajánló Koromfi már a gépezetben ül, amikor Balkon szól, ez így nem jó, mert Koromfitól Iringa férfi lelket fog kapni, a tökéletes eredményhez a férfi és női lélek kiegyenlítésére, tehát egy jegyespár lelkeire van szükség, Kalezánczia lelke is kell a lélekátpumpáláshoz. Ez már neki is sok egy, rémülten hátrál, az ő gonosz, csélcsap, pletykás lelke úgysem lenne jó Iringának, ezennel felbontja a jegyességét. Ekkor Iringa elárulja, mindig is tudott beszélni, csak nem volt mit mondania egy olyan világban, ahol apját tönkretették, megalázták, megcsalták, őt meg ki akarták semmizni, de végre van Koromfi személyében egy igaz férfi, aki odaadná neki a lelkét is, és akit ő tiszta szívéből szeret. Kalezánczia sértődötten távozik.
Sándor és Iringa immár boldog szerelmesek, a bolondok bár normálisak, tovább folytatják a külvilág felé a bolondozást, de egy bolond világban nem is lehet másként. Egy olyan világban, ahol a rosszindulat, gonoszság, árulás számít normálisnak, inkább maradnak bolondok.

## Szereplők
- Kalocsay Miklós: Koromfi Sándor, fiatal földbirtokos
- Egri Márta: Iringa grófkisasszony, aki elveszítette a beszélőképességét
- Lázár Kati: Kalezánczia bárónő, Koromfi bőbeszédű, nem kívánt jegyese
- Körmendi János: Balkon Mihály, a birtok gazdasági vezetője, „aki hidrogént lélegez ki“
- Pagonyi János: Gerő, „a masírozó kulcsár“
- Márton András: Jenő, vadász, „a mingréliai herceg“
- Benkóczy Zoltán: Benő, kocsis, „aki megölte a testvérét“
- Tordy Géza: Pető, „a kacagó inas“
- Pádua Ildikó: Fulgencia, a zárda főnökasszonya
- Komlós Juci: Márta, mindenes háziasszony
- Lencz György: Pitypalatty, a falu bolondja
- Putnik Bálint: Főispán
- vármegyei urak, apácák

## A történet elbeszélésként
- Történetek egy ócska kastélyban Jókai Mór: Dekameron (1860)